# استانیسلاو بوچنف
استانیسلاو سرگی‌یویچ بوچنف (ارمنی: Ստանիսլավ Բուչնև؛ روسی: Станислав Сергеевич Бучнев؛ زادهٔ ۱۷ ژوئیهٔ ۱۹۹۰) بازیکن فوتبال در پست دروازه‌بان اهل ارمنستان-روسیه است.

## زندگی‌نامه
وی در ۱۷ ژوئیه ۱۹۹۰ در ولادی‌قفقاز به دنیا آمد 

## باشگاهی
از باشگاه‌هایی که در آن بازی کرده‌است می‌توان به باشگاه فوتبال آفتودور ولادی‌قفقاز، باشگاه فوتبال پیونیک، باشگاه فوتبال وولگار آستراخان، باشگاه فوتبال نفتخیمیک نیژنکامسک و باشگاه فوتبال ماشوک-کی‌ام‌وی پیتیگورسک اشاره کرد.

## تیم ملی
وی همچنین در تیم ملی فوتبال ارمنستان بازی کرده‌است. بوچنف نخستین بازی ملی خود را در چهارچوب مرحله مقدماتی جام جهانی فوتبال ۲۰۲۲ در تاریخ ۱۴ نوامبر ۲۰۲۱ در ایروان در مقابل آلمان انجام داده‌است